# Torres de Albanchez
Torres de Albanchez è un comune spagnolo di 997 abitanti situato nella comunità autonoma dell'Andalusia.

## Geografia fisica
È attraversato dal fiume Onsares, che tributa al Guadalimar nella parte meridionale del comune.